# En Helt fra 64
En Helt fra 64 è un cortometraggio muto del 1910 diretto da Gunnar Helsengreen ambientato all'epoca della Seconda guerra dello Schleswig, il conflitto svoltosi nel 1864 che vide contrapposti la Confederazione germanica (Prussia e Austria in particolare) e il Regno di Danimarca..

## Produzione
Il film fu prodotto dalla Fotorama.

## Distribuzione
Conosciuto in Danimarca anche con il titolo alternativo En Helt fra 1864, il film uscì nelle sale cinematografiche danesi presentato in prima al Fotorama di Copenaghen il 12 agosto 1910.